# Río Paranapura
Der Río Paranapura ist ein etwa 181 km langer linker Nebenfluss des Río Huallaga in der Provinz Alto Amazonas in der Region Loreto im zentralen Norden Perus.

## Flusslauf
Der Río Paranapura entspringt im äußersten Osten der Cordillera Manseriche-Cahuapanas auf einer Höhe von etwa 1680 m. Das Quellgebiet befindet sich im äußersten Westen des Distrikts Balsapuerto. Der Río Paranapura fließt anfangs 4 km nach Nordwesten, anschließend wendet er sich nach Norden und schließlich nach Nordosten. Er verlässt das Bergland und erreicht bei Flusskilometer 162 das Amazonastiefland. Nun fließt er etwa 14 km entlang der Nordostflanke des Gebirgskamms in südöstliche Richtung. Anschließend durchquert er das Tiefland in ostsüdöstlicher Richtung. Er weist streckenweise ein stark mäandrierendes Verhalten mit zahlreichen engen Flussschlingen und Altarmen auf. Er entwässert die Cordillera Escalera nach Norden. Bei Flusskilometer 112 trifft der Río Yanayacu, bei Flusskilometer 89 der Río Cachiyacu, bei Flusskilometer 49 der Río Amanayacu sowie bei Flusskilometer 32 der Río Charapilla, alle von rechts, auf den Río Paranapura. Dieser passiert 27 km oberhalb der Mündung die am südlichen Flussufer gelegene Ortschaft Munichis und erreicht schließlich am nördlichen Stadtrand der Provinzhauptstadt Yurimaguas den Río Huallaga.

## Einzugsgebiet
Der Río Paranapura entwässert ein Areal von ungefähr 3800 km², davon liegen 411 km² in der Region San Martín. Das Einzugsgebiet erstreckt sich über den Distrikt Balsapuerto sowie einen Teil der Distrikte Yurimaguas (Provinz Alto Amazonas) und Caynarachi (Provinz Lamas). Es grenzt im Südosten an das Einzugsgebiet des Río Shanusi, im Südwesten an das des Río Mayo, im Westen und im Nordwesten an das des Río Cahuapanas, im Norden an das des Río Aipena sowie im Nordosten an das des Río Zapote, ein kleinerer Nebenfluss des Río Huallaga.